# Maria de Fátima Belo

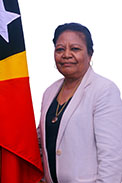
Maria de Fátima Belo

Maria de Fátima Inácio Castro Carneiro Belo (* 27. Juni 1952 in Tirilolo, Baucau, Portugiesisch-Timor) ist eine Politikerin aus Osttimor und Mitglied der Partei Congresso Nacional da Reconstrução Timorense (CNRT).
Belo rückte für den im August 2015 verstorbenen Abgeordneten José da Silva Panão ins Nationalparlament Osttimors nach. Bei den Parlamentswahlen in Osttimor 2012 hatte sie auf Listenplatz 33 des CNRT den Einzug noch knapp verpasst. Als Abgeordnete wurde Belo Mitglied der 2016 gegründeten permanenten Kommission zur Etablierung von Strukturen (Comissão Permanente Estabelece nia Estrutura). Bei den Parlamentswahlen 2017 wurde sie nicht mehr vom CNRT als Kandidatin aufgestellt und schied damit aus dem Parlament aus.